# Epinephelus hexagonatus
Epinephelus hexagonatus, tên thông thường là cá mú chấm sáu cạnh, là một loài cá biển thuộc chi Epinephelus trong họ Cá mú. Loài này được mô tả lần đầu tiên vào năm 1801.

## Phân bố và môi trường sống
E. hexagonatus có phạm vi phân bố rộng khắp Ấn Độ Dương và Tây Thái Bình Dương. Loài này được tìm thấy dọc theo bờ biển Đông Phi (Nam Kenya đến Bắc Mozambique), bao gồm Madagascar, đông nam Ấn Độ và các quần đảo nằm trong Ấn Độ Dương, trải rộng về phía đông đến biển Andaman. Ở Tây Thái Bình Dương, chúng có mặt ở khắp Philippines và các nhóm đảo phía nam, rải rác ở một vài vị trí trong quần đảo Mã Lai, và có mặt ở quần đảo Trường Sa, ngược lên phía bắc đến quần đảo Ryukyu và quần đảo Ogasawara, cũng như miền nam Nhật Bản; phía nam trải dài xuống đến vùng đông bắc Úc; phía đông trải rộng khắp các đảo thuộc 3 tiểu vùng: Melanesia, Micronesia, Polynesia. Cá trưởng thành sống xung quanh các rạn san hô và các bãi đá ngầm ở độ sâu khoảng 30 m trở lại; cá con sống ở vùng nước nông hơn.

## Mô tả
E. hexagonatus trưởng thành có kích thước lớn nhất là khoảng 27 cm; trưởng thành tình dục khi đạt được tổng chiều dài là 19 cm. Thân thuôn dài, hình bầu dục. Cơ thể cá trưởng thành có màu vàng nâu hoặc nâu xám với các đốm hình đa giác màu nâu sẫm phủ khắp đầu và thân, và cả các vây. Có 5 mảng đốm lớn dọc theo lưng. Sau mắt có một đốm lớn màu vàng nâu. Đuôi bo tròn.
Số gai ở vây lưng: 11; Số tia vây mềm ở vây lưng: 15 - 16; Số gai ở vây hậu môn: 3; Số tia vây mềm ở vây hậu môn: 8; Số tia vây mềm ở vây ngực: 18 - 19; Số vảy đường bên: 61 - 68.
Thức ăn của E. hexagonatus là các loài cá nhỏ hơn, động vật thân mềm và động vật giáp xác. Chúng được đánh bắt trong nghề cá thương mại quy mô nhỏ.